# БА-20
БА-20 — радянський легкий бронеавтомобіль 1930-х років. Створений в 1936 році на шасі легкового автомобіля ГАЗ-М1. Серійно вироблявся з 1936 по 1942, всього було випущено 2114 бронеавтомобілів цього типу, в різних варіантах, в тому числі бронедрезини. БА-20 використовувався Червоною Армією в боях на Халхин-Голі і радянсько-фінській війні, а також на початковому етапі німецько-радянської війни. Зняті з озброєння в перші повоєнні роки.
Трофейні БА-20 також використовувалися Німеччиною, Румунією і Фінляндією (зняті з озброєння фінської армії тільки в 1957 році).

## Серійні модифікації
- Базова модель БА-20 випускалася з 1936 по 1938 рр. була обладнана радіостанцією 71-ТК-1 з поручневою антеною, розміщеною навколо башти. Корпус зварений з катаних листів, збільшили, загалом повторивши компонувальну схему ранніх бронеавтомобілів.
- На модифікацію БА-20М була встановлена кулестійка башта конічної форми, до складу екіпажу ввели радиста, що обслуговував вдосконалену дуплексну рацію 71-ТК-3 зі штирьовою антеною, розташованої по лівому борту, був збільшений запас ходу до 450 км, бойова маса БА-20М зросла до 2,62 т. Випускалася з 1938 по 1942 рр.
- Модель ФАІ-М, гібрид бронекорпуса ФАІ і шасі БА-20. Бойова маса ФАІ-М зменшилася до 2 тонн. Таких моделей було випущено бл. 350 одиниць.
- Залізничний варіант БА-20, з можливістю переобладнання силами екіпажу в легку бронедрезину. Швидкість по залізниці становила 80 км/год, а запас ходу — 430—540 км. Маса БА-20 зросла до 2,78 тон.
- Модель БА-21 розроблена на початку 1939 р. Товщина броні була збільшена до 10-11 мм. У лобовому листі розмістили додатковий кулемет ДТ, вогонь з якого належало вести радистові. Максимальна швидкість — 52,6 км/год. Маса БА-21 зросла до 3,24 тонн.
- Модель ЛБ-23 розроблена в кінці 1939 р. Модель оснастили потужним шестициліндровим двигуном ГАЗ-11, тим самим збільшивши швидкість до 71,5 км/год.

## Був на озброєнні

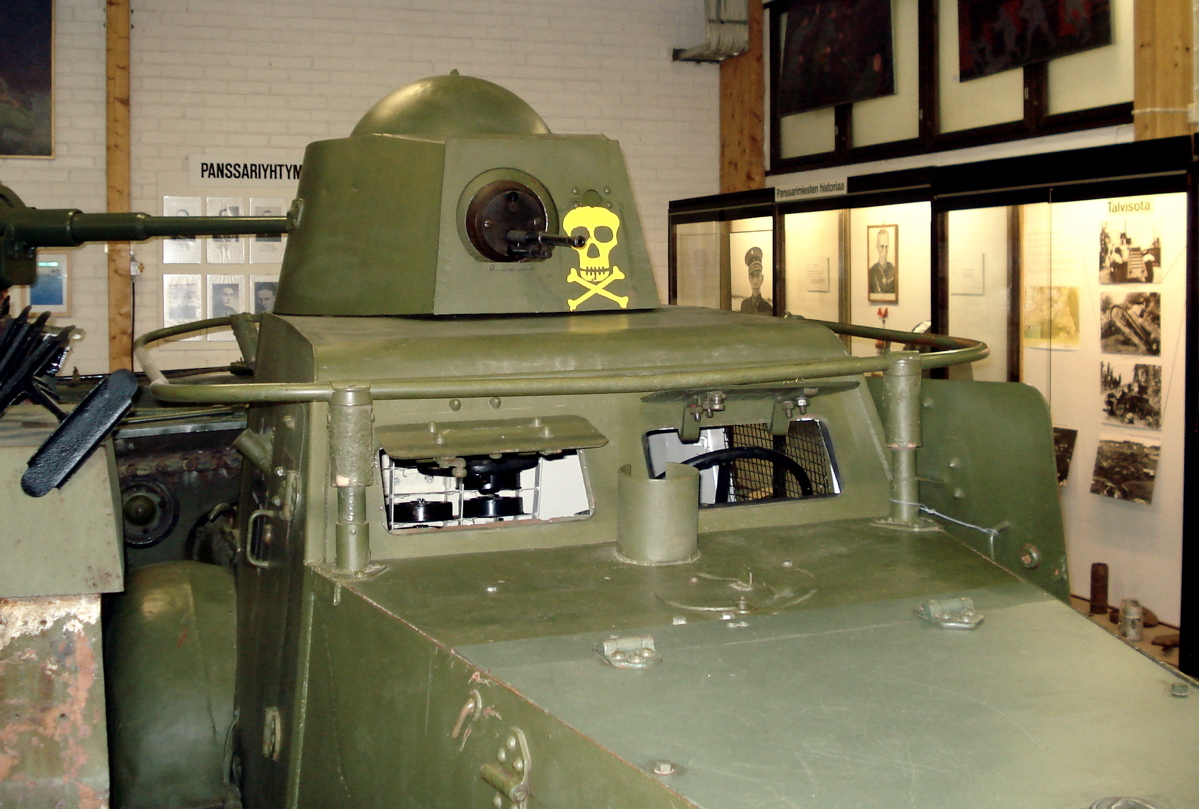

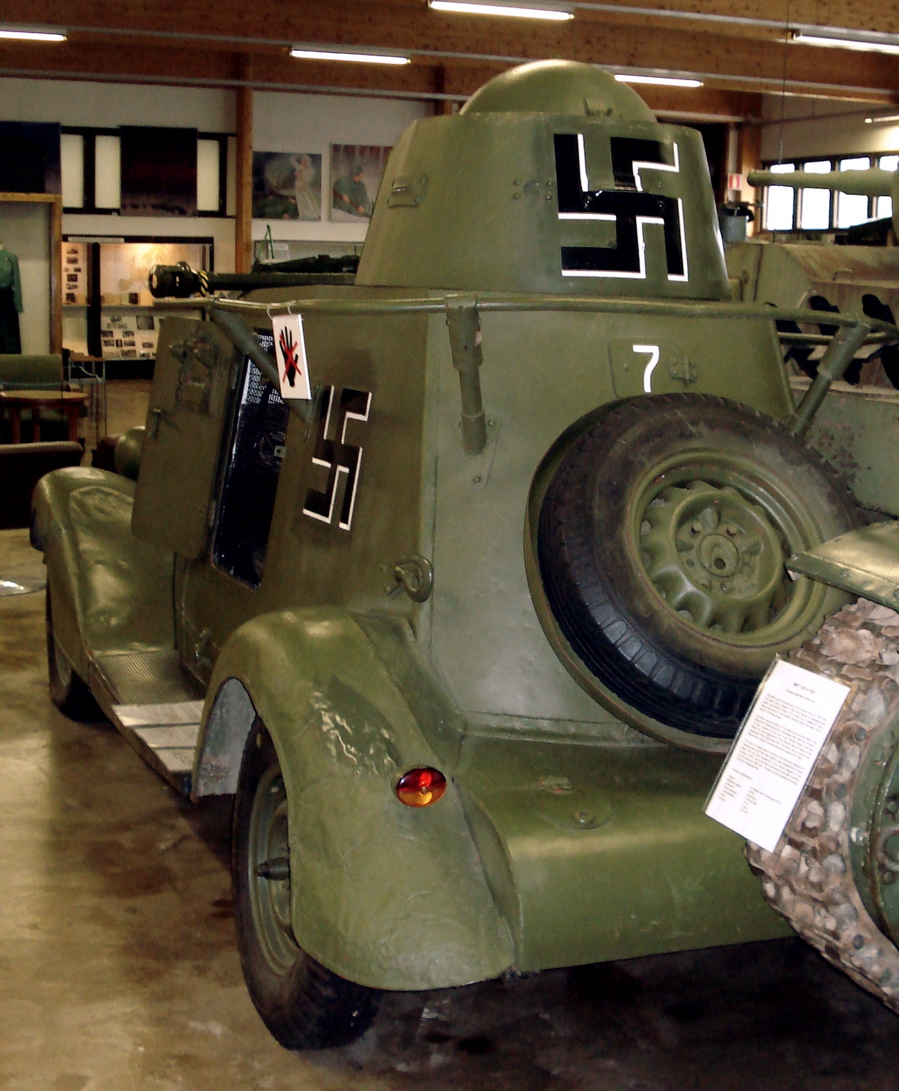

- СРСР
- Третій Рейх[1]
- Румунія[1]
- Фінляндія — 18 БА-20[1]